# Камени, Матюрен
Матюре́н Камени́ (фр. Mathurin Kameni; род. 4 февраля 1978, Дуала, Камерун) — камерунский футболист, вратарь.

## Биография

### Клубная карьера
Камени начал свою футбольную карьеру в камерунском клубе «Котон Спорт» в 2002 году, проведя за этот клуб два сезона. В 2005 году он перешёл в другой камерунский клуб — «Расинг Бафуссам», за который отыграл один сезон. С конца 2005 года игрок египетского клуба «Харас Эль-Ходуд». В настоящее время завершил карьеру.

### Карьера в сборной
Был вызван в сборную на Кубок Африканских наций в 2004 году, на поле так и не вышел. Больше в сборную не вызывался.

## Личная жизнь
Его младший брат Карлос Камени также футбольный вратарь, выступал за сборную Камеруна.